# Вулиця Навколишня
Вулиця Навколишня (іноді — Навколішня) — вулиця у Личаківському районі міста Львів, місцевість Великі Кривчиці. Пролягає від вулиці Дубової, утворюючи витягнуте півколо.

## Історія та забудова
Вулиця виникла у складі селища Кривчиці під назвою Окружна. У 1962 році, коли селище увійшло до меж Львова, вулиця отримала сучасну назву — Навколишня.
Забудована одноповерховими будинками 1930-х років, сучасними одно- та двоповерховими садибами 2000-х років.
В будинку № 22 міститься «Дім єнота», створений подружжям Гервазюків. В будинку «мешкає» сім єнотів. 